# Kriegerdenkmal Meineweh (Koalitionskriege)

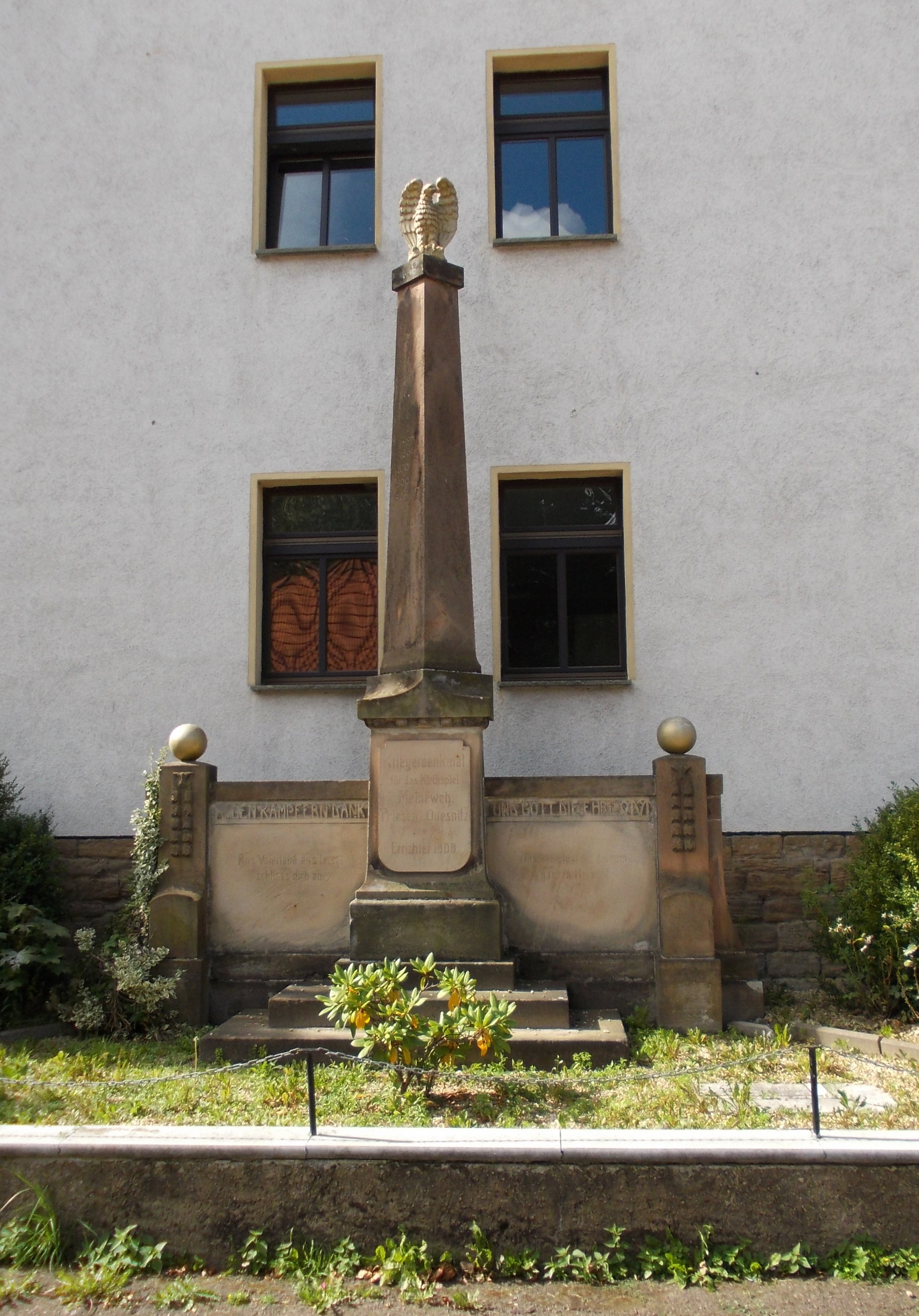
Kriegerdenkmal Koalitionskriege in Meineweh

Das Kriegerdenkmal Meineweh der Koalitionskriege ist ein denkmalgeschütztes Kriegerdenkmal der Gemeinde Meineweh in Sachsen-Anhalt. Im örtlichen Denkmalverzeichnis ist die Gedenkstätte unter der Erfassungsnummer 094 85347 als Baudenkmal verzeichnet.
Das Kriegerdenkmal für die Gefallenen der Koalitionskriege wurde 1908 gemeinsam von den Orten Meineweh, Priesen und Quesnitz errichtet. Es befindet sich an der Meinewehrer Hauptstraße am Gutspark. Das Denkmal ist eine Stele die von einem Adler gekrönt wird. In dem Kriegerdenkmal ist die Inschrift Kriegerdenkmal für das Kirchspiel Meineweh, Priesen u. Quesnitz Errichtet 1908 Ans Vaterland, an`s teure schliess dich an Das tue fest mit deinem ganzen Herzen ! Den Kämpfern Dank und Gott die Ehre eingraviert.
Neben diesem Denkmal existiert ein Kriegerdenkmal für die Gefallenen des Ersten Weltkriegs.

## Quelle
- Kriegerdenkmal Meineweh (Koalitionskrieg), abgerufen am 14. September 2017.